# Cryptus persimilis
Cryptus persimilis là một loài tò vò trong họ Ichneumonidae.